# الحدادة (سوق أهراس)
الحدادة بلدية ومركز دائرة الحدادة في ولاية سوق أهراس.